# Содре, Лауро
Нина Лауро Содре и Силва (порт. Lauro Nina Sodré e Silva ; 17 октября 1858, Белен — 16 июня 1944, Рио-де-Жанейро) — бразильский военный, политический и государственный деятель. Губернатор штата Пара (1891—1897 и 1917—1921), педагог, профессор.

## Биография
Обучался в государственном колледже (в то время назывался «Лицей Пара»), затем, получил диплом военного инженера в Военном училище в Рио-де-Жанейро, где среди его преподавателей был Бенджамин Констан, оказавший влияние на политические взгляды Содре, принятие идей позитивизма, аболиционизма, республиканских позиций.
С июня 1891 года — первый губернатор штата Пара, представитель штата Пара в Учредительном собрании республики. Четыре раза избирался сенатором: трижды — от Пара и один — от тогдашнего Федерального округа. Был единственным губернатором, выступившим против переворота, совершённого Деодору да Фонсекой.
Позже, был секретарём Бенджамина Констана в военном министерстве, профессором Высшей военной школы.
Депутат Национального учредительного собрания для создания республиканской хартии.
В октябре 1897 года был кандидатом на пост президента Бразилии, в основном, поддержанный республиканцами и позитивистами.
После переворота 1930 года отказался от общественной жизни.